# Jaguar XKSS
La Jaguar XKSS est un modèle produit par la marque anglaise Jaguar de 1956 à 1957. Dérivée de la Jaguar D-Type, son moteur faisait 3 453 cm3 développant une puissance de 250 ch et permettant de la propulser à une vitesse de 265 km/h. Seulement seize exemplaires ont été construits lors de son lancement en 1956, 9 autres étaient en construction lorsqu'en 1957, l'usine Jaguar fut détruite par un incendie. 

## Compétition
De 1957 à 1962, elle participe à de nombreuses courses automobiles en Amérique du Nord.

## Renaissance
En 2016, Jaguar décide de relancer la XKSS pour les collectionneurs qui n'arrivaient pas à l'acheter. Elle sera produite à 9 exemplaires (en mémoire des 9 exemplaires détruits dans l'incendie de 1957) et son tarif sera de 1 million d'euros.